# Geno Segers
Geno Segers este un actor de voce, de scenă și de televiziune, cel mai bine cunoscut pentru rolul lui Mason Makoola în seria de televiziune Disney XD Perechea de regi.
Segers a fost un fotbalist, luptător, atlet și piesa în liceu și facultate. El a jucat fotbal la Universitatea Carolina de Vest, după care a jucat în American National Rugby League. De acolo, s-a mutat la Noua Zeelandă pentru a juca la Richmond Rovers în Liga de Rugby.

## Legături externe
- Site web oficial
- Geno Segers la Internet Movie Database

1. ↑  „Geno Segers”, Internet Movie Database, accesat în 18 mai 2021